# Americo-liberiani
Gli Americo-liberiani (chiamati anche Congo o Congau) sono un gruppo etnico liberiano di origine afroamericana. Fanno risalire la loro ascendenza agli africani nati liberi e precedentemente ridotti in schiavitù, che emigrarono nel XIX secolo dal continente americano verso l'Africa occidentale, per diventare i fondatori dello stato della Liberia.
Sebbene i termini "americo-liberiano" e "congo" avessero definizioni distinte nel XIX secolo, attualmente sono intercambiabili. La designazione "Congo" per la popolazione americo-liberiana divenne di uso comune quando 5.000  Congos (ex schiavi del bacino del Congo, che furono liberati dagli inglesi e dagli americani dalle navi negriere dopo la proibizione della tratta degli schiavi africani) oltre a 500 immigrati delle Barbados, vennero integrati nell'identità americo-liberiana.
Gli americo-liberiani dell'alta borghesia guidarono i settori politici, sociali, culturali ed economici del paese e governarono il nuovo stato dal 1800 fino al 1980 come una minoranza piccola ma dominante. Sotto la guida americo-liberiana, il paese rimase relativamente stabile, sebbene gli americo-liberiani e i popoli indigeni della Liberia mantenessero esistenze in gran parte separate e raramente si sposassero tra loro. Tuttavia il presidente William Tubman sfidò lo status quo e difese la causa delle tribù dell’interno contro l’oligarchia consolidata, e nel 1980 Samuel Doe divenne il primo presidente non americo-liberiano della Liberia.
Oggi gli americo-liberiani sono uno dei tanti gruppi etnici della Liberia, dove compongono circa il 5% della popolazione.